# Las Delicias, Zacatecas
Las Delicias är en ort i Mexiko.   Den ligger i kommunen Nochistlán de Mejía och delstaten Zacatecas, i den centrala delen av landet, 400 km nordväst om huvudstaden Mexico City. Las Delicias ligger 1 862 meter över havet och antalet invånare är 374.
Terrängen runt Las Delicias är lite kuperad. Runt Las Delicias är det ganska glesbefolkat, med 31 invånare per kvadratkilometer. Närmaste större samhälle är Nochistlán, 2,3 km norr om Las Delicias. I omgivningarna runt Las Delicias växer huvudsakligen savannskog.